# سینما لوته
سینما لوته (انگلیسی: Lotte Cinema) یک گروه سینمایی در کشور کره جنوبی است.
این شرکت که در سال ۱۹۹۹ تأسیس شده مالک ۱۱۰ سینما در کشور کره جنوبی است. در سال ۲۰۱۴ شرکت لوته سینمایی با بزرگترین پرده جهان با ابعاد ۳۴ متر عرض و ۱۳٫۸ متر ارتفاع را افتتاح و در رکوردهای کتاب گینس ثبت کرد.